# Laura Petersen
Laura Petersen (28 de diciembre de 2000) es una deportista de Dinamarca que compite en atletismo. Ganó una medalla de bronce en el Campeonato Europeo de Atletismo Sub-20 de 2019, en la prueba de 5000 m.